# Уайнбрехт, Донна
Донна Уайнбрехт (англ. Donna Weinbrecht; род. 23 апреля 1965 года) — американская фристайлистка, специализировавшаяся в могуле. Первая в истории олимпийская чемпионка по фристайлу.

## Карьера
В детстве Донна Уайнбрехт занималась фигурным катанием, на лыжах начала кататься в семилетнем возрасте и в дальнейшем сделала выбор в пользу фристайла.
Первую победу на этапах Кубка мира американка одержала в могуле 7 января 1989 года на этапе в Канаде. В том же сезоне стала вице-чемпионкой мира на первенстве в Западной Германии.
В 1991 году выиграла домашний чемпионат мира по фристайлу в могуле, а еще через год стала первой в истории олимпийской чемпионкой по фристайлу, обойдя в финальном раунде на 0,19 балла россиянку Елизавету Кожевникову.
В сезоне 1992/93 американка порвала крестообразные связки, что прервало её победную серию в зачёте могула и не позволило ей защитить звание чемпионки мира.
В 1994 году на Олимпийских играх в Лиллехаммере Вайнбрехт показала седьмой результат в могуле. В 1997 году на предолимпийском чемпионате мира в Японии американка показала четвёртый результат, а через год на той же трассе, но уже в рамках Олимпийских игр вновь стала четвёртой, проиграв бронзовому призёру Кари Тро 0,07 балла.
Завершила спортивную карьеру в 2002 году.